# 쇠고기 부위
쇠고기 부위(---部位)는 쇠고기를 정형한 것으로, 지역에 따라 정형법과 부위가 다르다.

## 한국

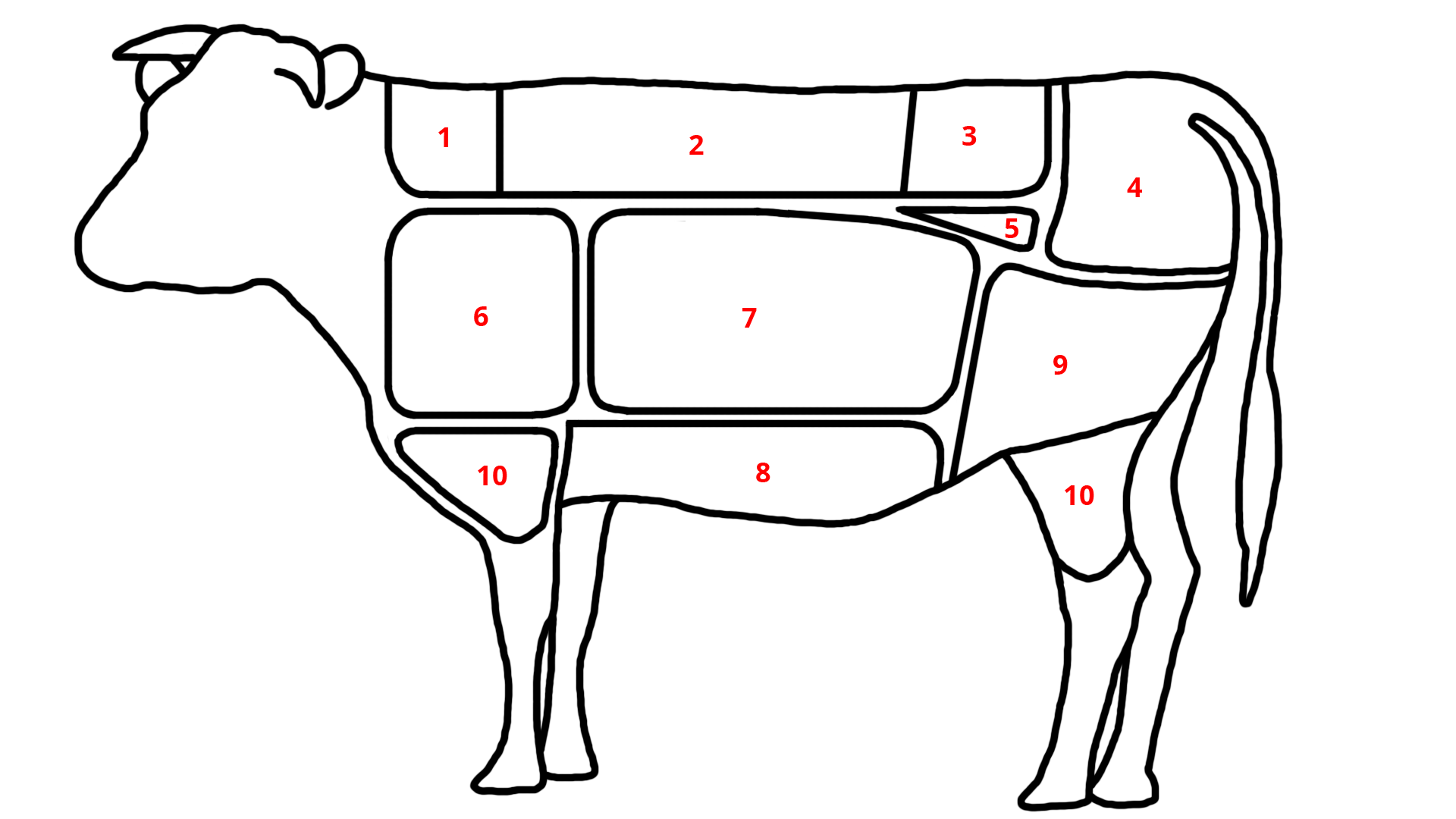
한국의 쇠고기 부위: 1 목심 2 등심 3 채끝 4 우둔 5 안심 6 앞다리 7 갈비 8 양지 9 설도 10 사태

1. 목심
목심살
2. 등심
꽃등심살
살치살
아랫등심살
윗등심살
3. 채끝
채끝살
4. 우둔
우둔살
홍두깨살
5. 안심
안심살
6. 앞다리
갈비덧살
꾸리살
부채덮개살
부채살
앞다리살
7. 갈비
갈비살
꽃갈비
마구리
본갈비
안창살
제비추리
참갈비
토시살
8. 양지
앞치마살
양지머리
업진살
업진안살
차돌박이
치마살
치마양지
9. 설도
도가니살
보섭살
삼각살
설기머리살
설기살
10. 사태
뒷사태
뭉치사태
상박살
아롱사태
앞사태

## 북아메리카

북아메리카식 쇠고기 부위

쇠고기 부위는 보통 소 분할육(sub-primal cuts)을 의미한다. 소를 도축하여 머리 제거, 우족 제거, 박피, 내장 적출을 하고 난 상태를 지육(carcass)이라고 하며, 이 지육을 좌우대칭으로 이등분한 상태를 이분체(half carcasses)라 한다. 이분체를 위 아래로 절단하면 전사분체(forquarter)와 후사분체(hindquarter)가 된다. 그러나 큼직한 덩어리 형태로 분할하면 몇 개의 대분할육(primal cuts)이 생산된다. 척(chuck), 브리스킷(brisket), 리브(rib) 등이 미국이나 캐나다에서의 대분할육 명칭이며 이 대분할육에서 아래와 같은 소 분할육(sub-primal cuts)들이 나온다.
이 소분할육 상태로 보통 대형 마트나 외식업체들은 공급을 받으며, 이들 업체에서 이 소분할육들을 추가 절단하여 소비자에게 판매 가능한 상태로 만든다.
아래의 대분할 및 소분할 부위들은 미국이나 캐나다산 규격을 기준으로 한 것이다. 한국식 분할은 북미산 규격과 약간의 차이를 보인다.
아래 언급된 부위별 용도는 한국에서의 용도를 기준으로 한 것이다.
- 전사분체 유래 대분할육: 척, 리브, 브리스킷, 플레이트
- 후사분체 유래 대분할육: 로인, 플랭크, 라운드

척
Chuck Roll: 구이용, 불고기용
Chuck eye Roll: 구이용
Chuck Flap Tail: 구이용
Top Blade Muscle: 샤부샤부용, 구이용
Chuck Tender: 스튜, 카레, 찌개용
브리스킷
Brisket: 장조림, 육개장용
Deckle: 구이용
리브
Ribeye Roll: 스테이크, 불고기, 로스구이, 샤부샤부용
Back Rib: 탕갈비 용
Short Ribs: 탕, 찜, 구이용
Intercostal: 구이용
플레이트
Short Plate: 삼겹양지라고도 함, 우삼겹용
Inside Skirt: 구이용
Outside Skirt: 구이용
쇼트 로인
striploin: 스테이크, 구이용.
서로인
Butt tenderloin: 안심 부위에서 Sirloin쪽에 위치한 근육을별도 분리한 부위
텐더로인
tenderloin: 스테이크, 구이용(안심의 일부는 Sirloin쪽에 위치함)
톱 서로인
top sirloing butt: 스테이크용
보텀 서로인
Flap Meat: 구이용
Ball Tip: 구이용
Tri Tip:구이용
라운드
Knuckle
Inside round: 육포, 육회용
Outside Flat:샤브샤브 일본 고급 스키야끼 재료로 사용됨
Heel Muscle
Super Digital Muscle
Eye of round: 육포, 장조림용
섕크
Foreshank: 찜, 국, 육회용
Hindshank: 찜, 국, 육회용

## 부속·뼈·기타
- 꼬리
- 내장
  - 간
  - 양
    - 양곱창
    - 벌집양
    - 처녑
    - 막창
    - 깃머리

  - 염통
  - 지라
  - 창자
    - 곱창
    - 대창
    - 곤자소니

  - 췌장
  - 콩팥
  - 허파
    - 부아
- 머리
  - 뇌
  - 우설
- 선지
- 쇠뼈
  - 골수
  - 도가니
  - 등골
  - 반골
  - 사골
- 쇠심
- 쇠족
- 수구레
- 이보구니
- 이자

## 같이 보기
- 스테이크